# Broker

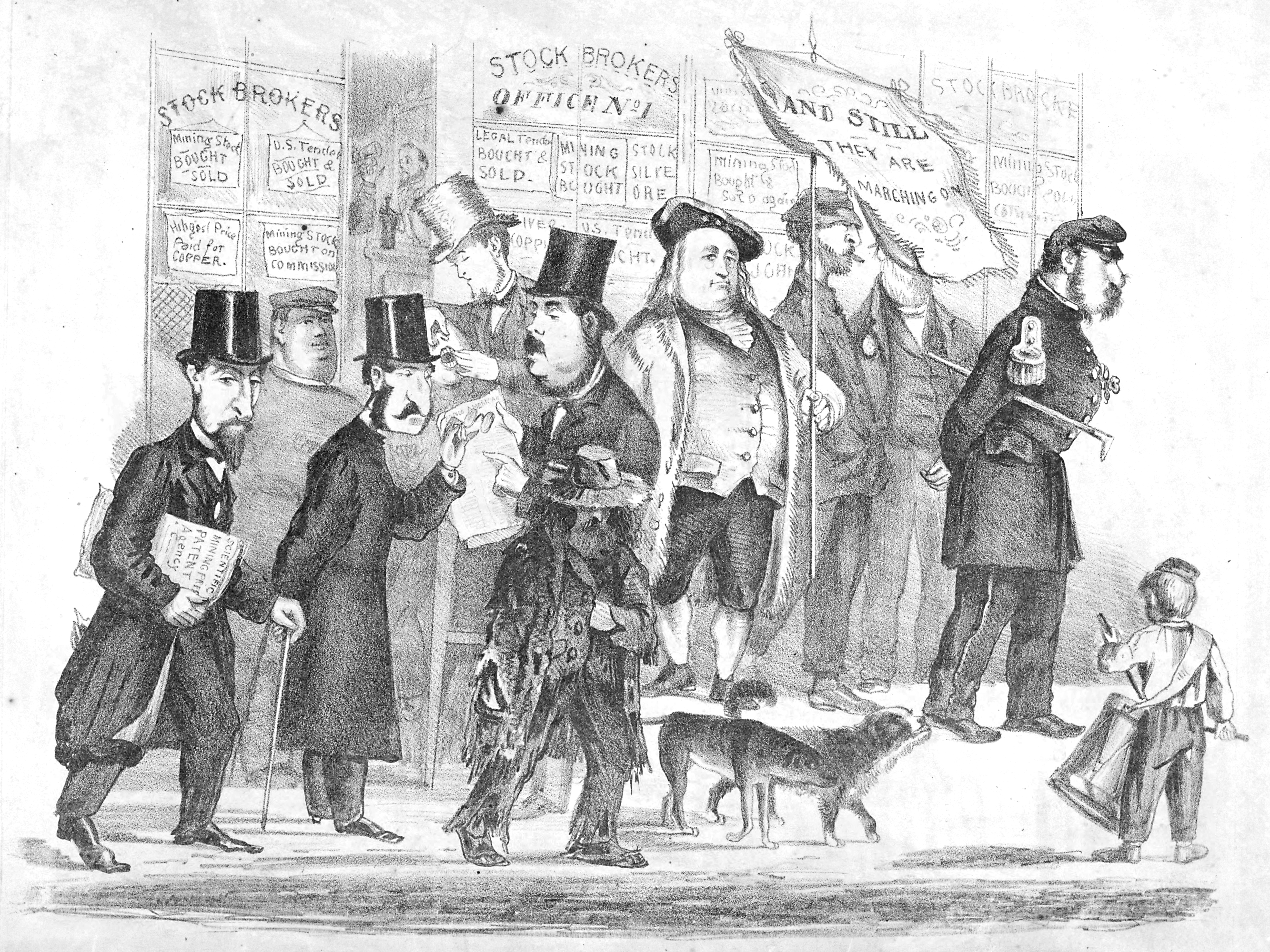
Spotprent van stock brokers in San Francisco, jaren 1860

Broker is een Engelse term voor het begrip beurshandelaar, dit kan zowel in effecten, goederen of waren zijn. Indien het een handelaar in effecten betreft spreken we ook van "effectenmakelaar". Alhoewel het begrip broker ook nog in een aantal andere branches wordt gebruikt als synoniem voor commissionair (tussenpersoon die op commissiebasis werkt en handelt) is de betekenis van broker als effectenmakelaar de meest gebruikte betekenis. In het Engels spreken we dan van stock brokers.

## Broker effecten
De broker is een van de twee rollen die een lid van de effectenbeurs kan vervullen. De andere mogelijke rol is de dealer.
De term beurshandelaar geldt voor beide rollen, broker zowel als dealer. De term broker slaat overigens zowel op een persoon als op een bedrijf. De broker als persoon is degene die actief handelt, de broker als bedrijf is degene die de handelaren (plus ondersteunend personeel) in dienst heeft.
Een broker is een lid van de beurs die uitsluitend in opdracht van anderen werkt. De broker neemt opdrachten aan van andere partijen zoals particuliere klanten en van institutionele beleggers als pensioenfondsen. Hij kan als "makelaar" een koper en een verkoper bij elkaar brengen, of een grote order zelf uithandelen op de beurs. Een broker kan actief zijn in alle financiële producten zoals aandelen, opties en obligaties. Het is de broker ten strengste verboden om voor eigen rekening en risico op de beurs te handelen. Een broker haalt zijn inkomsten uit de commissie op de transacties en heeft zelf geen belang bij de richting van de beurs.

## Broker-dealer
Er zijn wel beursmembers die beide rollen mogen vervullen, de broker-dealer members. Deze bedrijven moeten wel aan strenge eisen voldoen voor wat betreft de interne scheiding van de twee rollen, handelen voor klanten en handelen voor eigen rekening mogen nooit vermengd worden. Deze interne scheiding werkt via Chinese walls; afdelingen die zich binnen een bedrijf hiermee bezighouden, moeten strikt gescheiden blijven. Anders zou een member bijvoorbeeld zijn klanten kunnen adviseren om te verkopen zodat hij vervolgens zelf goedkoop kan aankopen of vice versa. Beleggersbanken zoals Alex, Binck, en Saxo bank fungeren als broker voor particulieren. Grote banken zoals ABN AMRO, Rabobank en Dexia zijn nagenoeg altijd broker-dealer. Er zijn ook onafhankelijke pure brokers voor voornamelijk institutionele partijen en online brokers voor particulieren.

## Manieren van brokerage
Er bestaan verschillende manieren voor brokers om kopers en verkopers van effecten bij elkaar te brengen.
- Elektronisch. Het automatisch doorgeven van beleggingsorders naar de centrale markt op de beurs is anno 2008 standaard voor particuliere orders bij beleggersbanken.
- Voice brokerage. Brokers zoeken telefonisch naar een tegenpartij onder de market makers en institutionele klanten voor een bepaalde order. Dit geldt met name voor grote transacties.
- Dark pools. Anoniem kunnen grote aantallen aandelen ingelegd worden in darkpoolsystemen van brokers.

## Brokertarieven
Brokers brengen de belegger verschillende kosten in rekening. Per transactie dienen er transactiekosten afgedragen te worden. De meeste brokers maken geen gebruik meer van een bewaarloon of regeltarief. In plaats daarvan rekenen de meeste brokers inningskosten aan voor het verwerken van een buitenlands dividend of uitgaande transferkosten voor het overzetten van effecten naar een andere broker. Zo kan er bij transactiekosten een staffelkorting gelden, waarbij geldt dat het tarief per extra transactie lager wordt.